# Kup Srbije 2018-2019
La Kup Srbije u fudbalu 2018-2019 (in cirillico Куп Србије у фудбалу 2018-2019, Coppa di Serbia di calcio 2018-2019), fu la 13ª edizione della Kup Srbije.
Il detentore era il Partizan. In questa edizione la coppa fu vinta ancora dal Partizan (al suo 7º titolo, 16ª coppa nazionale in totale) che sconfisse in finale la Stella Rossa.

## Formula
La formula è quella dell'eliminazione diretta, in caso si parità al 90º minuto si va direttamente ai tiri di rigore senza disputare i tempi supplementari (eccetto in finale). Gli accoppiamenti sono decisi tramite sorteggio; in ogni turno (eccetto le semifinali, dove il sorteggio è libero) le "teste di serie" non possono essere incrociate fra loro.
La finale si disputa di regola allo Stadio Partizan di Belgrado; se i finalisti sono Partizan e Stella Rossa si effettua un sorteggio per decidere la sede; se i finalisti sono Partizan ed un'altra squadra si gioca allo Stadio Rajko Mitić ("casa" della Stella Rossa).

### Calendario
| Turno                | Numero di incontri | Squadre | Entrano a questo turno                                                               | Date                               |
| -------------------- | ------------------ | ------- | ------------------------------------------------------------------------------------ | ---------------------------------- |
| Turno preliminare    | 5                  | 37 → 32 | ultime 5 classificate della 1. liga 2017-18 5 squadre vincenti delle coppe regionali | 12 settembre 2018                  |
| Sedicesimi di finale | 16                 | 32 → 16 | 16 squadre della SuperLiga 2017-18 prime 11 classificate della 1. liga 2017-18       | 26 settembre 2018                  |
| Ottavi di finale     | 8                  | 16 → 8  | –                                                                                    | 14 ottobre 2018                    |
| Quarti di finale     | 4                  | 8 → 4   | –                                                                                    | 13 marzo 2019                      |
| Semifinali           | 2 + 2              | 4 → 2   | –                                                                                    | 16-17 aprile 2019 / 15 maggio 2019 |
| Finale               | 1                  | 2 → 1   | –                                                                                    | 23 maggio 2019                     |

### Squadre partecipanti
Partecipano 37 squadre: le 16 della SuperLiga 2017-2018, le 16 della Prva liga 2017-2018 e le 5 vincitrici delle coppe regionali 2017-2018.
Nell'estate 2018 lo Jagodina (ultimo in Prva liga e retrocesso in Srpska liga) non si iscrive al campionato, quindi questa edizione ha 36 squadre e non 37.
Le vincitrici delle coppe regionali 2017-2018 sono: Mladost Bački Jarak (Vojvodina), Kolubara (Belgrado), LFK Mladost Lučani (Ovest), Trajal Kruševac (Est) e Mokra Gora (Kosovo e Metochia).
SuperLiga
- Bačka B. Palanka
- Čukarički
- Dinamo Vranje
- Mačva Šabac
- Mladost Lučani
- Napredak Kruševac
- Partizan
- Proleter Novi Sad
- Rad Belgrado
- Radnički Niš
- Radnik Surdulica
- Spartak Subotica
- Stella Rossa
- Vojvodina
- Voždovac
- Zemun

Prva liga
- Bežanija
- Borac Čačak
- Budućnost Dobanovci
- Inđija
- Javor Ivanjica
- Metalac
- Novi Pazar
- Radnički Kragujevac
- Sinđelić Belgrado
- Sloboda Užice
- Teleoptik
- Trajal Kruševac
- TSC Bačka Topola

Srpska liga
- ČSK Čelarevo
- Kolubara
- Mladost Bački Jarak
- Mokra Gora
- Radnički Pirot
- Temnić 1924 Varvarin

Zonska liga
- LFK Mladost Lučani

## Turno preliminare
Viene disputato dalle ultime 5 classificate della Prva Liga Srbija 2017-2018 e dalle 5 vincitrici delle coppe regionali. Dato il ritiro dello Jagodina, il LFK Mladost passa il turno senza colpo ferire.
| Squadra 1           | Risultato       | Squadra 2            |
| ------------------- | --------------- | -------------------- |
| 12.09.2018          |                 |                      |
| Mladost Bački Jarak | 3 – 0           | ČSK Čelarevo         |
| Trajal Kruševac     | 0 – 1           | Radnički Pirot       |
| Mokra Gora          | 0 – 0 (3-5 dtr) | Sloboda Užice        |
| Kolubara            | 2 – 0           | Temnić 1924 Varvarin |
| LFK Mladost Lučani  | n.d.            | Jagodina             |

## Sedicesimi di finale
Il sorteggio si è tenuto il 18 settembre 2018.
| Squadra 1           | Risultato       | Squadra 2           |
| ------------------- | --------------- | ------------------- |
| 26.09.2018          |                 |                     |
| Kolubara            | 1 – 2           | Partizan            |
| Inđija              | 0 – 2           | Zemun               |
| Proleter Novi Sad   | 1 – 1 (3-4 dtr) | Mladost Lučani      |
| TSC Bačka Topola    | 2 – 0           | Rad Belgrado        |
| Mladost Bački Jarak | 0 – 2           | Čukarički           |
| LFK Mladost Lučani  | 0 – 2           | Spartak Subotica    |
| Radnik Surdulica    | 5 – 0           | Radnički Pirot      |
| Sinđelić Belgrado   | 1 – 0           | Voždovac            |
| Javor Ivanjica      | 3 – 0           | Novi Pazar          |
| Sloboda Užice       | 0 – 3           | Borac Čačak         |
| Bačka B. Palanka    | 1 – 1 (3-4 dtr) | Budućnost Dobanovci |
| Mačva Šabac         | 1 – 0           | Radnički Kragujevac |
| Radnički Niš        | 4 – 1           | Bežanija            |
| Vojvodina           | 2 – 0           | Teleoptik           |
| 17.10.2018          |                 |                     |
| Dinamo Vranje       | 0 – 2           | Stella Rossa        |
| Napredak Kruševac   | 2 – 0           | Metalac             |

## Ottavi di finale
Il sorteggio si è tenuto il 19 ottobre 2018.
| Squadra 1           | Risultato       | Squadra 2         |
| ------------------- | --------------- | ----------------- |
| 24.10.2018          |                 |                   |
| Zemun               | 0 – 2           | Partizan          |
| Budućnost Dobanovci | 1 – 4           | Radnički Niš      |
| Spartak Subotica    | 1 – 0           | Mačva Šabac       |
| Vojvodina           | 4 – 0           | Sinđelić Belgrado |
| Borac Čačak         | 0 – 4           | Napredak Kruševac |
| Čukarički           | 1 – 4           | Mladost Lučani    |
| 14.11.2018          |                 |                   |
| Javor Ivanjica      | 1 – 1 (4-5 dtr) | Radnik Surdulica  |
| 21.11.2018          |                 |                   |
| Stella Rossa        | 4 – 1           | TSC Bačka Topola  |

## Quarti di finale
Il sorteggio si è tenuto il 4 dicembre 2018.
| Squadra 1         | Risultato | Squadra 2        |
| ----------------- | --------- | ---------------- |
| 13.03.2019        |           |                  |
| Spartak Subotica  | 1 – 2     | Mladost Lučani   |
| Napredak Kruševac | 0 – 4     | Partizan         |
| Radnički Niš      | 2 – 1     | Vojvodina        |
| Stella Rossa      | 2 – 1     | Radnik Surdulica |

| Arbitro: | Srđan Jovanović |

|            |           |                         |
| Šormaz 44’ | Marcatori | 61’ Bojović 80’ Pejović |

| Arbitro: | Zoran Široki |

|  |           |                                                 |
|  | Marcatori | 31’ Zakarić 45+2’ Pantić 66’ Valiente 72’ Gomes |

| Arbitro: | Petar Piper |

|                        |           |               |
| Haskić 40’ (rig.), 62’ | Marcatori | 90+4’ Đuričin |

| Arbitro: | Bojan Nikolić |

|                    |           |                         |
| Ivanić 17’ Ben 44’ | Marcatori | 90+1’ (rig.) Zlatanović |

## Semifinali
Il sorteggio si è tenuto il 28 marzo 2019.
| Squadra 1    | Totale | Squadra 2      | Andata        | Ritorno    |
| ------------ | ------ | -------------- | ------------- | ---------- |
|              |        |                | 16/17.04.2019 | 15.05.2019 |
| Stella Rossa | 4 – 1  | Mladost Lučani | 4 – 1         | 0 – 0      |
| Partizan     | 2 – 1  | Radnički Niš   | 1 – 0         | 1 – 1      |

### Andata
| Arbitro: | Bojan Nikolić |

|                                                  |           |           |
| Joveljić 12’ Milunović 57’ Pavkov 60’ Ivanić 68’ | Marcatori | 53’ Dimić |

| Arbitro: | Srđan Jovanović |

|           |           |  |
| Gomes 28’ | Marcatori |  |

### Ritorno
| Lučani 15 maggio 2019, ore 17:30 | Mladost Lučani | 0 – 0 referto | Stella Rossa | Stadion Mladost (2 500 spett.)\| Arbitro: \| Petar Piper \| |
| Arbitro:                         | Petar Piper    |               |              |                                                             |

| Arbitro: | Lazar Lukić |

|                |           |           |
| Stojanović 75’ | Marcatori | 80’ Tošić |

## Finale
La FSS aveva programmato di disputare la finale a Niš, ma, viste le due squadre coinvolte (e l'alto numero di spettatori atteso), il 17 maggio 2019 ha deciso di farla giocare a Belgrado allo Stadio Rajko Mitić.
| Squadra 1    | Risultato | Squadra 2 |
| ------------ | --------- | --------- |
| 23.05.2019   |           |           |
| Stella Rossa | 0 – 1     | Partizan  |

| Arbitro: | Novak Simović |

| |            | |
| | Marcatori  | 14’ Ostojić |
| Milan Borjan Nemanja Milunović Vujadin Savić Milan Rodić (Marko Gobeljić 83') Filip Stojković (Aleksa Vukanović 51') Branko Jovičić Dušan Jovančić Marko Marin Mirko Ivanić (Dejan Joveljić 69') El Fardu Ben Milan Pavkov | Formazioni | Vladimir Stojković Bojan Ostojić Strahinja Pavlović Nemanja Miletić Slobodan Urošević (81' Zlatan Šehović) Aleksandar Šćekić Saša Zdjelar Zoran Tošić (90+2' Saša Ilić) Danilo Pantić Đorđe Ivanović (75' Lazar Pavlović) Ricardo Gomes |
| Vladan Milojević | Allenatori | Savo Milošević |

## Classifica marcatori
| Pos. | Giocatore            | Squadra          | Reti |
| ---- | -------------------- | ---------------- | ---- |
| 1    | Dejan Joveljić       | Stella Rossa     | 3    |
| 1    | Marko Mitrović       | Radnički Niš     | 3    |
| 3    | Herve Bostan Amani   | Javor            | 2    |
| 3    | Dejan Đenić          | Spartak          | 2    |
| 3    | Milan Đurić          | Vojvodina        | 2    |
| 3    | Ognjen Đuričin       | Vojvodina        | 2    |
| 3    | Ricardo Gomes        | Partizan         | 2    |
| 3    | Nermin Haskić        | Radnički Niš     | 2    |
| 3    | Mirko Ivanić         | Stella Rossa     | 2    |
| 3    | Aleksandar Jovanović | Radnički Niš     | 2    |
| 3    | Ibrahima N'Diaye     | Napredak         | 2    |
| 3    | Predrag Pavlović     | Mladost Lučani   | 2    |
| 3    | Veljko Simić         | Stella Rossa     | 2    |
| 3    | Nikola Stojiljković  | Stella Rossa     | 2    |
| 3    | Goran Zakarić        | Partizan         | 2    |
| 3    | Igor Zlatanović      | Radnik Surdulica | 2    |